# CNN Newsroom
CNN Newsroom é um programa de notícias americano que é exibido na CNN. Transmitindo 39 horas por semana, o Newsroom apresenta reportagens ao vivo e gravadas, além de análises de especialistas sobre os assuntos cobertos e manchetes a cada hora.

## História
A CNN Newsroom costumava ir ao ar continuamente por sete horas durante a semana (hoje em dia é dividida em dois shows de duas horas devido à inclusão de At This Hour, Inside Politics e CNN Right Now). Desde o início de 8 de setembro de 2008, o programa empregou um formato de apresentador único nesses dias. Também vai ao ar nos fins de semana.
O programa compartilha o mesmo nome de um programa anterior da CNN, lançado em 1989, que foi mostrado sem comerciais pelos professores das escolas.
Em 18 de junho de 2012, a CNN apresentou o Newsroom International apresentado por Suzanne Malveaux. Este bloco de notícias de uma hora se concentra em notícias em todo o mundo. O show é baseado na sede mundial da CNN em Atlanta.
Em 25 de fevereiro de 2013, a Newsroom International foi alterada para Around the World, mas foi cancelada em 7 de fevereiro de 2014.
Em 10 de fevereiro de 2014, uma hora da CNN Newsroom foi renomeada como @THIS HOUR com Berman e Michaela hosted por John Berman e Michaela Pereira.
Em maio de 2018, John Berman deixou o programa para se tornar o novo co-âncora do New Day, o principal programa matinal da CNN.
Em setembro de 2018, Jim Sciutto se tornou a nova co-âncora da CNN Newsroom no programa com Poppy Harlow.